# Медолюб атоловий
Медолюб атоловий (Guadalcanaria inexpectata) — вид горобцеподібних птахів родини медолюбових (Meliphagidae). Ендемік Соломонових Островів. Єдиний представник монотипового роду Атоловий медолюб (Guadalcanaria).

## Поширення і екологія
Атолові медолюби є ендеміками острова Гуадалканал. Вони живуть у вологих гірських тропічних лісах.